# 野辺地北インターチェンジ
野辺地北インターチェンジ（のへじきたインターチェンジ）は、青森県上北郡野辺地町にある下北半島縦貫道路のインターチェンジである。

## 道路
- 下北半島縦貫道路（有戸北バイパス / 有戸バイパス）

## 接続する道路
- 青森県道180号尾駮有戸停車場線

## 歴史
- 2004年11月26日 : 野辺地北IC - 野辺地ハーフIC間開通に伴い供用開始
- 2012年11月13日 : 六ヶ所IC - 野辺地北IC間開通

## 隣
下北半島縦貫道路（有戸北バイパス / 有戸バイパス）
六ヶ所IC - 野辺地北IC - 野辺地木明IC